# هاب هولمز
هاب هولمز هو لاعب هوكي الجليد كندي، ولد في 21 فبراير 1892 في أورورا في كندا، وتوفي في 27 يونيو 1941 في فورت لودرديل في الولايات المتحدة.

## وصلات خارجية
- هاب هولمز على موقع دوري الهوكي الوطني (الإنجليزية)
- هاب هولمز على موقع EliteProspects.com (الإنجليزية)
- هاب هولمز على موقع HockeyDB.com (الإنجليزية)
- هاب هولمز على موقع Hockey-Reference.com (الإنجليزية)